# Embernagre du Brésil
Embernagra longicauda
Espèce
Statut de conservation UICN

 LC  : Préoccupation mineure
L'Embernagre du Brésil (Embernagra longicauda) est une espèce de passereau appartenant à la famille des Thraupidae.

## Répartition
Cet oiseau est endémique du Brésil.